# Rœschwoog
Rœschwoog (Röschwoog in tedesco e Reschwuch in alsaziano) è un comune francese di 2 283 abitanti situato nel dipartimento del Basso Reno nella regione del Grand Est.

## Società

### Evoluzione demografica
Abitanti censiti